# Кастрати
Кастрати је област је у Албанији и назив истоименог племена чији припадници живе у северној Албанији. Кастрати заједно са Хотима, Кељмендијима и Шкрељима сматрају се великим племенима у Малесији. Племе се налази у области Велика Малесија, источно и североисточно од Бајзе, малог села у општини Кастрат. Племе Кастрати се састојало само од једног бајрака.

## Порекло
Према локалном предању Кастратија они потичу од Дедлија (Крста), који је био брат Грча Ненадина родоначелника српског племена Кучи. Забележено је да је Алекса Кастрати, господар три села, године 1403. добио поклон од гувернера Скадра. У радовима Јована Цвијића забележено је да је у једном селу Каменица (област Кастрати) већину становништва чинили су православни Срби. Цвијић је такође забележио да и сами Кастрати имају предање о свом мешовитом албанско српском пореклу. Порекло племена Кастрати добро је описао Барон Нопча који је о њима сакупио информације 1907. године. Према ономе што је Нопча сакупио и истраживао, сазнајемо да Кастрати потичу од претка Крста, који је живео крајем 16. века. Крсто је био пореклом из Дрекаловића у Кучима на југоистоку Црне Горе и због тога Кастрати сматрају да су повезани са Кучима. Према легенди о оснивачу племена, око 300 кућа тј. породица су потомци Дедлија Братошија који је дошао из Дрекаловића у Кучима, а 200 кућа потичу од Словена, породица: Тотовић, Петровић и Пеловић. За породицу Петровић кажу да је повезана са династијом Петровић-Његош.

## Географија
Кастрати се налазе у области Велика Малесија на северу Албаније, у пограничном појасу између Црне Горе и Албаније. Кастрети се граниче са следећим албанским племенским подручјима: Хоти на западу, Хоти на југозападу, Лохја и Речи на југу, Шкријељима на истоку, Кељменди на североистоку и црногорским српским племенским подручјима Кучи на западу.

## Етимологија
Према Едит Дураму, има Кастрати је изведено из латинског Каструм (лат. Castrum), јер главни пут из Скадра до Дукље мора проћи кроз равницу Кастрата и морали су имати стражаре за заштиту. Према локалној легенди име Кастрати долази од Ђурђа Кастриота.

## Породице
Јохан Георг фон Хан је забележио 408 породица са 3.156 људи који се деле на две групе породица: планинске и равничарске. Планинске породице биле су: Мартинај, Ђокај, Тереси, Брадосои, Будиши, Куртај, Горај и Пјетровић, док су равничарске породице биле: Пута, Цопани, Хикузај, Скандсехи, Пјетросчинај, Модзети, Добровода и Алиај. Све породице су биле католичке, сем Алиаја која је била муслиманска. У касном османском периоду, племе Кастрати чинило је 300 католичких и 200 муслиманских домаћинстава. Иван Јастребов наводи села и породице овога краја па спомиње од села: Кастрати, Горај, Братоши, Мартинај села на каменитој заравни, на површини од два сата. Од њих села Бајца, Драгиња и Добровода су у Доњим Кастратима, у долини. Међу њима су бројна родовска имена: Петровићи, Шуровићи, значи Словени. У Горњим Кастратима је село Белецика.

## Религија и економија
Доминантна религија код Кастрата је католицизам. Кастрати славе празник св. Марка, јер је он заштитник њиховог племена. Кастрити се традиционално баве сточарством и пољопривредом.
Иван Јастребов је записао да су живот и обичаји Дукађинаца исти као код Словена. У мало чему се разликују од Црногораца. Констатује да су то запазили и латински попови и Хекар, који су си поставили питање да ли су они можда словенског поријекла. У њихове обичаје спада да се приликом причешћа хостија залива вином у самој цркви. При одласку у цркву опскрбе се крчазима вина који иду из руке у руку оних који су примили хостију. Славе свеце по јулијанском календару, као и Кастриоти Светог Николу 6. децембра по грчком (јулијанском, православном) календару. Шин-коли Пљак на нови календар додају 12 дана, у селу Шпори недалеко од Масреке овог истог свеца празнују по грчком календару, а у селу Шлезри 9. мај се празнује такође по грчком калнедару. Из тога је неспорно да су Дукађини били православни хришћани.

## Историја
Племе Кастрати први пут се спомиње 1416. године. У центру области коју настањују Кастрати некада је била рушевина Кастра римског пута који је водио од Скадра до Ороша, код Љеша.
У извештају Маријана Болица из 1614. године забележено је да су Кастрати имали 50 домаћинстава и 130 људи на чијем је челу био Пренк Бити.
Године 1831. током османског напада на Црну Гору, Кастрати и остала племена северне Албаније дали су подршку Црној Гори и одбили да учествују на страни Османлија. Године 1832. Кастрати су се придружили црногорским снагама и поразили су Османлије на планини Хоти. Према Санстефански споразум, територија племена Кастрати (заједно са територијама Хотија, Кељмендија и Груда) требало је да анексира Црна Гора, али након потписивања Берлинског споразума 1878. године ова одлука је промења, а Кастрати су остали у Османском царству. Међутим, пошто су остала насељена места у Албанији формално анексирана Црна Гора, процес разграничења није био завршен. Године 1883. Кастрати, Хоти, Груда и Шкријељи су формирали још један пакт за спречавање проширења црногорских граница.
Након младотурске револуције 1908. године и касније обнове османског устава, племе Шаља је дало бесу да ће да подржи устав и неће бити крвне освете између њих и осталих племена до 6. новембра. Током албанског устанка 23. јуна 1911. године албанска племена и други револуционари окупили су се у Црној Гори и израдили меморандум Гече који је захтевао да Албанци имају социополитичка и језичка права, меморандум су потписали двојица из племена Кастрати. У каснији преговорима са Османлијама, амнестија је додељена племенима са обећањима османске владе да ће изградити једну до две основне школе у нахији Кастрати и исплатити зараде наставницима који ћем бити додељени.
Подручје које насељава племе Кастрати је било подручје борбених дејстава током балканских ратова. Током опсаде Скадра 1912—1913. године католици из племена Кастрати, Хоти и Груде су се прикључили црногорској војсци и пљачкали су и спаљивали куће муслиманских припадника њихових племена који су се повукли у османску тврђаву у Скадру.
26. маја 1913. године, 130 лидера из племена Груда, Хоти, Клименти, Кастрати, Шкријељ је послало петицију британском адмиралу Сисилу Бернију у Скадру против припајања њихових територија Црној Гори. Делегација је упозорила да ће се непријатељство наставити уколико те области не буду "потпуне албанске". На крају захваљујући утицају Аустрије, регион Кастрати био је инкорпориран у новоформирану Краљевину Албанију, иако је договорено са неким великим силама да се она додели Црној Гори.
Новине крајем 1920. пишу о "више хиљада албанских породица" у околини Подгорице, који живе у тешким условима након што су избегли после борби раније те године.